# Psila kashmirica
Psila kashmirica är en tvåvingeart som beskrevs av Shatalkin 2000. Psila kashmirica ingår i släktet Psila och familjen rotflugor. Inga underarter finns listade i Catalogue of Life.